# Ciało huty
Ciało huty – fabularna powieść Anny Cieplak z 2023 roku opowiadająca o kobietach związanych z Hutą Katowice.  

## Powstanie i publikacja
Autorka Ciała huty pochodzi z Dąbrowy Górniczej. Urodziła się dwa kilometry od Huty Katowice. W wywiadach przekazała, że jej rodzina i znajomi byli związani z tym zakładem. Jak relacjonuje, pisanie powieści poprzedziła badaniem archiwów oraz wywiadami z byłymi pracownikami. Nie konsultowała jednak ostatecznej formy i nie angażowała kobiet, z którymi rozmawiała, w wymyślanie historii, gdyż nie chciała, aby książka była reportażem. 
Powieść została wydana przez Wydawnictwo Literackie w formie książki, e-booka oraz audiobooka. Autorem okładki jest Robert Kleemann. Audiobook przeczytała Magda Karel. Premiera nastąpiła 23 sierpnia 2023 roku.

## Fabuła

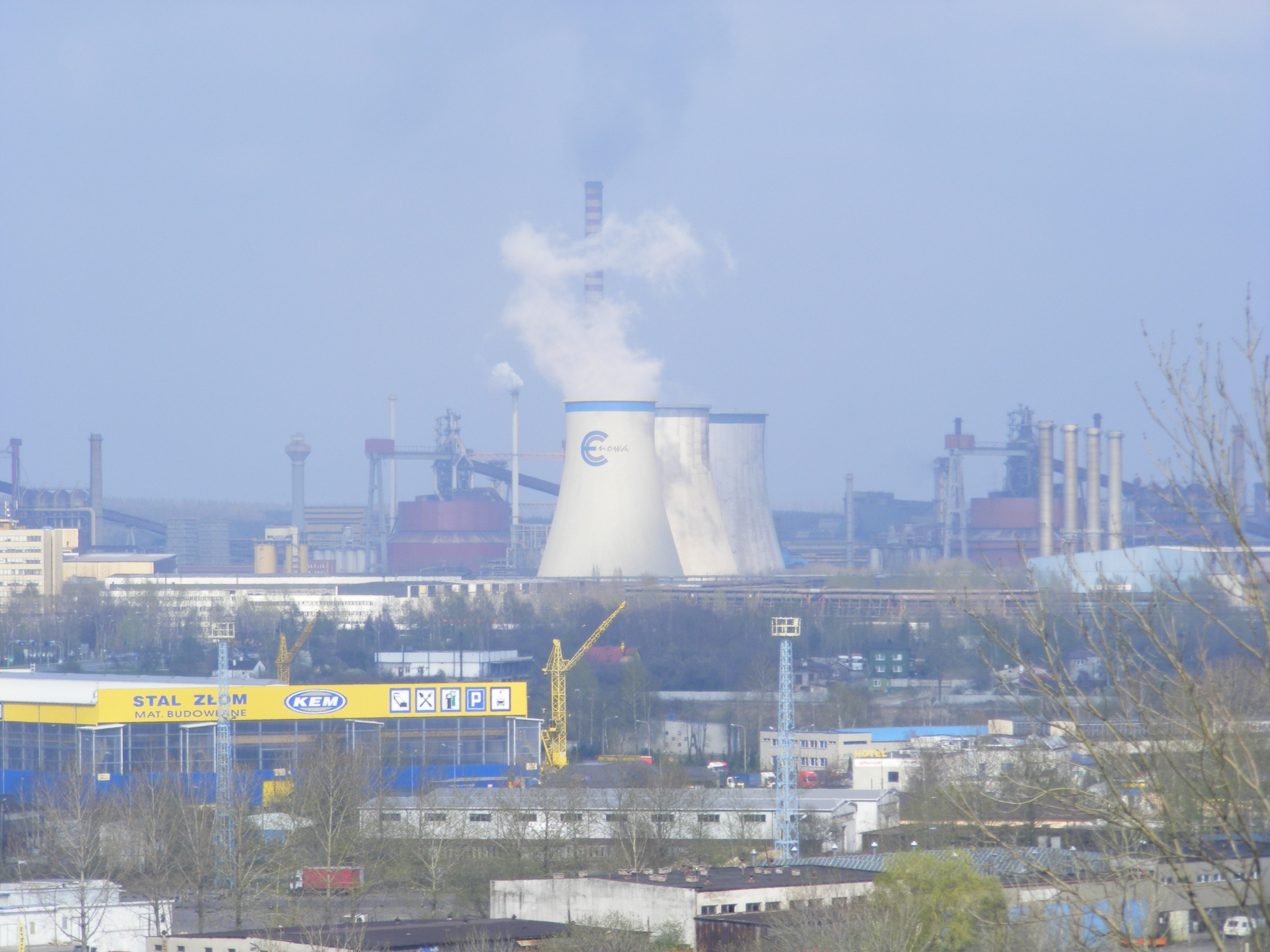
Huta Katowice (2009)

Powieść składa się z dwóch historii dziejących się w odstępie około 50 lat. Głównymi bohaterkami pierwszej historii są Ewa i Ula. W tej części przedstawiona jest budowa Huty Katowice i wytop pierwszej surówki. Wspomniane są odwiedziny towarzysza Breżniewa oraz Mirosława Hermaszewskiego, jednak najważniejszą rolę odgrywają indywidualne historie kobiet. Główne bohaterki poznały się na otwartym przeglądzie muzycznym. Poprzez wspólną pracę zaprzyjaźniają się. W powieści pojawiają się też ich późniejsi partnerzy życiowi: Zygmunt oraz Tadeusz.
Niezwykle ważnym elementem powieści są szczepki roślin przekazywane sobie przez pracownice huty, które w ten sposób okazują sobie wsparcie, np. wobec zachowań ich przełożonego – Szydłowskiego.
Druga historia należy do Mai, córki Uli. Odziedziczyła ona po matce miłość do szczepek, nie rozumiejąc ich znaczenia. Istnieje wiele analogicznych sytuacji w życiu obydwu kobiet, jednak zestawienie tych dwóch postaci pokazuje także różnice pokoleniowe. Maja ma w swoim najbliższym otoczeniu Michała, żonatego mężczyznę, z którą łączy ją skomplikowana relacja, a także homoseksualną parę Olę i Vladę. Maja planuje doktorat, jest inteligentna, jednak jednocześnie zagubiona w życiu. Próbuje także ustalić, jakie tajemnice z okresu czasu pracy w hucie ukrywa przed nią jej matka i inne pracownice. W trakcie jej poszukiwań ukazywana jest zmiana znaczenia huty, a także krzywdy, jakie ta odcisnęła na swoich pracownikach.
Ostatecznie obie historie połączyły się w 2022 roku, podczas odwiedzin przez Ewę, Maję i Ulę Huty Katowice, gdzie patrzyły na tablicę upamiętniającą rozpoczęcie budowy przedsiębiorstwa.

## Odbiór
Marta Tomczok w Dwutygodniku napisała, że Ciało huty zmienia nastawienia wobec ciężkiego przemysłu ciężkiego w PRL-u: mimo że upamiętnia tylko cząstkę wielkiego zakładu przemysłowego, robi to w sposób, w jaki od lat nie pisało się w Polsce. Kamil Szczygieł na łamach Kącika Popkultury w podsumowaniu recenzji napisał: „[Ciało huty] to niecodzienne doświadczenie, które niczym piec hutniczy stapia razem literaturę piękną i Young adult”, a powieści wystawił ocenę 8/10. Justyna Sobolewska na łamach Polityki wystawiła powieści ocenę 4/6.
Joanna Kapica-Curzytek w swojej recenzji, opublikowanej na łamach portalu Esencja, stwierdziła: „narracja jest wyrywkowa i hermetyczna”, fabułę nazwała bezbarwną, a postacie mało wyrazistymi, lekturę utrudniać ma także „przyciężkawy styl”, a „mało błyskotliwe porównania” określiła jako „niezbyt udane”. Ostatecznie powieści przyznała 50% esencji, co w skali tego portalu oznacza ocenę 5/10.
Na porównania zwróciła także uwagę Izabella Adamczewska w swojej recenzji na łamach Wyborczej. Powieść oceniła ona jako „afektywną i cielesną, ale klasyczną w formie, wręcz zachowawczą”. Stwierdziła, że nie można jej nazwać wybiną. Jej zdaniem na pochwałę zasługują silne kobiece postaci, jednak całość jest „zbyt schematyczna, niedoredagowana, lepiej pomyślana, niż napisana”.

## Nagrody i nominacje
| Rok  | Nagroda                                 | Wynik   | Przypis |
| ---- | --------------------------------------- | ------- | ------- |
| 2024 | Śląska Nagroda Literacka Honoris Krauza | Wygrana | [ 14 ]  |